# Búri
Pour les articles homonymes, voir Buri (homonymie) et Bure.
Buri (en vieux norrois : Búri), également connu sous le nom de Bure, est une divinité nordique.
Dans la mythologie nordique, il est le premier dieu né de la vache Audhumla, et le père de Bur, lui-même père d'Odin, Vili et Vé.

## Biographie
Engendré par Audhumla qui, en léchant le sel des glaces du gouffre Ginnungagap, forma sa silhouette. Ses cheveux se dessinèrent le premier jour. Le deuxième jour, il eut une tête, et enfin, il fut achevé le troisième jour.

## Étymologie
La forme du nom Buri, avec une voyelle courte tel qu'il est écrit dans les textes mythologiques pourrait avoir été formé à partir du verbe norrois bera (« engendrer »), et donc signifier « procréateur » ou « géniteur ».
Certains spécialistes estiment que la voyelle u est longue, Búri, à cause de sa position métrique dans un poème skaldique. Toutefois une imperfection métrique est possible, ainsi Buri pourrait très bien être la forme originelle du nom.

## Mentions dans les textes
Le seul mythe d'importance sur Buri vient du chapitre 6 du Gylfaginning de l'Edda de Snorri, qui explique sa naissance et sa descendance aux débuts des temps. Le Très-Haut révèle à Gangleri de quoi se nourrissait la vache primordiale Audhumla :

« Elle léchait les pierres de givre, qui étaient salées. Le premier jour qu'elle les lécha, une chevelure d'homme se dégagea d'une pierre le soir, le deuxième jour, une tête d'homme se dégagea, et, le troisième jour, ce fut un homme tout entier qui apparut. Son nom est Buri. Il était beau, grand et vigoureux. Il engendra un fils appelé Bor, et celui-ci épousa Bestla, la fille du géant Bolthorn, avec laquelle il eut trois fils : le premier est appelé Odin, le second Vili, et le troisième Vé. »

— Gylfaginning, chapitre 6
Buri est brièvement mentionné dans la partie Skáldskaparmál de l'Edda de Snorri, où est citée un poème skaldique de Þórvaldr blönduskáld qui mentionne Odin en héritier de Buri, confirmant ainsi cette descendance. Autrement, Buri n'est pas mentionné dans les poèmes eddiques, ni dans aucune autre source préservée.

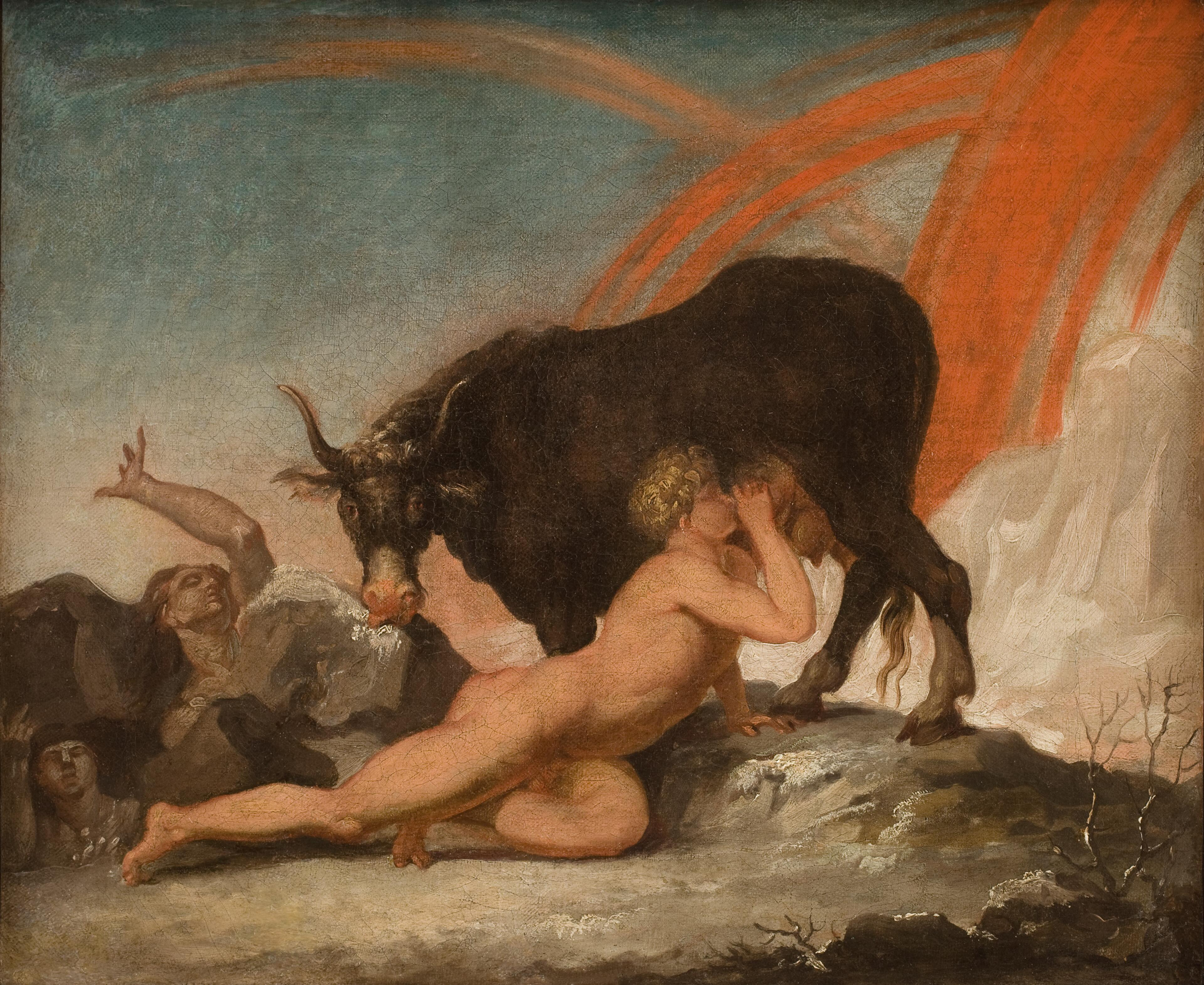
Le géant Ymir boit le lait de la vache Audhumla tandis qu'elle lèche Buri pour le faire sortir du rocher. Peinture de Nicolai Abraham Abildgaard (1743-1809).